# Guaiazulè
El guaiazulè (1,4-dimetil-7-isopropilazulè) és un hidrocarbur de color blau fosc. El guaiazulè és un sesquiterpè bicíclic derivat de l'azulè que es troba en alguns olis essencials, principalment l'oli de guaiac (Bulnesia sarmientoi) i la camamilla, que també en serveixen com a fonts comercials. Diversos coralls tous també contenen guaiazulè com a pigment principal. El seu baix punt de fusió fa que el guaiazulè sigui difícil de manejar, en contrast amb la naturalesa cristal·lina del blau progenitor. L'estructura electrònica (i els colors) del guaiazulè i de l'azulè són molt similars.